# Cesàrea
|  | No s'ha de confondre amb Cesària. |

Cesàrea fou l'esposa de Carudo, matrimoni de la fi del segle v i començaments del VI de qui se'n fa referència en una làpida sepulcral (avui desapareguda) trobada a Llafranc, al Baix Empordà.
Cesàrea i Carudo donen nom a dos carrers que discorren paral·lels a Llafranc des del passeig de Cípsela. Aquesta ubicació no és triada a l'atzar; ja que es tracta d'un matrimoni que figura en la làpida sepulcral paleocristiana trobada a Llafranc a final del segle xix. Es tracta, doncs, dels noms de persona més antics del terme de Palafrugell.
La làpida, de marbre blanc, era trencada en tres trossos i mancaven alguns fragments. La va adquirir Josep Pella i Forgas, qui la va donar a conèixer, tot i que avui es troba desapareguda.
L'historiador Xavier Rocas Gutiérrez fa la traducció següent del text en llatí:
| «                        | A Carudo, el seu òptim espòs, que en la pau de Crist descansa, erigí Cesàrea aquest monument. En aquest túmul de platja ignota, vessant llàgrimes Cesàrea guarda les restes mortals del seu espòs Carudo. Aquí va anar raure. Vellesa cansada, atzarós viatge, pietós anhel de veure Déu, el feren partir d'aquesta vida. D'aquí s'absenta. Els grans camps del pur èter, elevadíssims, com a rei l'acullen. Perquè pugui jo veure un dia el paradís, la meva llum, la meva guia has de ser tu. Recorda't de la teva fidel esposa. | » |
| — Xavier Rocas Gutiérrez | |   |

L'estudi d'aquest text indica que, a la fi del segle V o a començament del VI, Carudo i Cesàrea viatjaven per mar (probablement des de França, desterrats per motius religiosos) quan Carudo va morir i el van enterrar a Llafranc, on la seva vídua li va voler deixar un últim i sentit missatge.